# Левенсон, Соломон Данилович
Соломон Данилович Левенсон (1895, Одесса — 1956, там же) — украинский советский учёный в области теплофизики и технической термодинамики. Основатель одесской школы энергетиков холодильного профиля.

## Биография
Родился в Одессе в семье присяжного маклера Даниила Соломоновича Левенсона (1856—?). В 1913 году поступил в Петербургский политехнический институт, в котором окончил 4 курса (ЦГИА СПб, ф. 478, оп. 3 д. 3728). В 1921 году окончил энергетический факультет Одесского политехнического института и был оставлен работать на кафедре теплотехники, уже к 1930 году пройдя путь от лаборанта до профессора и заведующего кафедрой. В 1930 году одновременно стал первым заведующим кафедрой общей теплотехники созданного на основе судостроительного факультета Индустриального института Института инженеров водного транспорта (этой кафедрой, впоследствии переименованной в кафедру двигателей внутреннего сгорания, С. Д. Левенсон руководил с 1930 до 1956 года) и первым и бессменным директором также созданного им на основе Индустриального института Украинского научно-исследовательского холодильного института (УкрНИХИ, 1930—1943). В 1935 году в связи с введением ВАК СССР, ему было вновь присвоено звание профессора по кафедре двигателей внутреннего сгорания и степень кандидата технических наук без защиты диссертации.
Занимался разработкой теории обратных (холодильных) циклов и теорией тепловых насосов на основе термодинамического метода исследования. В УкрНИХИ под его руководством (1930—1943) проводились работы по разработке абсорбционных установок, систем термоизоляции, изучению бинарных холодильных циклов и другим аспектам холодильной техники. С именем С. Д. Левенсона связывают появление целого поколения одесской термодинамической школы. Среди учеников — В. С. Мартыновский, Я. З. Казавчинский, Д. П. Гохштейн, Б. М. Блиер, С. Г. Чуклин, Б. А. Минкус.

## Семья
- Племянница — поэтесса и прозаик Софья Сауловна Шапошникова.
- Двоюродный брат — детский писатель Корней Чуковский. Сыном двоюродной сестры был математик Владимир Рохлин.

## Публикации
- Г. Дуббель. Двигатели внутреннего сгорания Пер. под ред. инж. М. П. Зельдовича и К. В. Кохановского. С предисл. и примеч. доц. С. Д. Левенсона. В 2-х томах. Одесса: Одесполиграф, 1927; 2-е изд. — там же, 1928.
- Проблемы централизации производства холода. Под редакцией проф. С. Д. Левенсона. Одесса: 6 республиканская полиграфическая фабрика им. К. Маркса, 1936. — 150 с.
- С. Д. Левенсон, В. С. Мартыновский. Судовые холодильные установки. М.—Л.: Морской транспорт, 1948. — 411 с.; Chłodnicze urządzenia okrętowe (на польском языке). Warszawa: Wyd-wa komunikacyjne, 1953. — 364 с.
- С. Д. Левенсон, А. Е. Ниточкин, А. А. Лурье. Правила обслуживания судовых холодильных установок и ухода за ними. Министерство морского флота СССР. М.—Л.: Морской транспорт, 1948. — 83 с.